# وي تشيس
وي تشيس (بالإنجليزية: Wii Chess)‏ هي لعبة فيديو للشطرنج على نظام الوي ضمن سلسلة وي. اللعبة من تطوير ونشر شركة نينتندو وصدرت في 18 يناير 2008 في أوروبا. صدرت اللعبة في اليابان تحت عنوان تسوهشين تايكيوكوه: ورلد تشيس (بالإنجليزية: Tsūshin Taikyoku: World Chess‎؛ باليابانية: 通信対局 ワールドチェス) في تاريخ 30 سبتمبر 2008 واللعبة متوفرة فقط للتنزيل عبر خدمة وي واير. لم تصدر اللعبة في أمريكا الشمالية أو أسترالاسيا، مما يجعلها اللعبة الوحيدة في سلسلة وي التي لم تصدر في هذه القارات. إنها أيضًا اللعبة الوحيدة في السلسلة التي لا تحتوي على شخصيات مي قابلة للعب.
تستعمل لعبة وي تشيس محرك شطرنج يدعى «لوب إكسبريس».

## اللعب
تلعب هذه اللعبة باستعمال الوي ريموت. ولكن بدلاً من العمل بالمؤشر، فأن قطع الشطرنج تتحرك طبقاً لاستعمال لويحة الاتجاهات على جهاز التحكم.
تعرض اللعبة خيارات للاعبين الجدد ومنها تعليمات الشطرنج وتشرح كيفية حركة كل قطعة. كما للاعبين أيضاً القدرة على تسجيل وإعادة لعبهم في وقت لاحق. ويمكن للاعبين القدرة للعب على الإنترنت ضد لاعبين آخرين بواسطة نينتندو واي فاي كونيكشن، ومن الممكن لاعبي وي تشيس أن يلعبوا ضد لاعبي ورلد تشيس اليابانيين والعكس صحيح.

## الإستقبال
| استقبال                                                                                         |             |
| ----------------------------------------------------------------------------------------------- | ----------- |
| نتائج المراجعة نشرة نقاط يورو غيمر 7/10 غيمز رادار مجلة نينتندو الرسمية 78% فيديو غيمر.كوم 7/10 |             |
| نتائج المراجعة                                                                                  |             |
| نشرة                                                                                            | نقاط        |
| يورو غيمر                                                                                       | 7/10        |
| غيمز رادار                                                                                      | 2.5/5 stars |
| مجلة نينتندو الرسمية                                                                            | 78%         |
| فيديو غيمر.كوم                                                                                  | 7/10        |

مجلة نينتندو الرسمية البريطانية أعطت اللعبة نسبة %78. كما أثنت عليها لاحتوائها نمط التحدي المتعدد اللاعبين على الإنترنت وكيف تلعب هذه اللعبة «اللعبة المثالية». ولكن كان نقدهم الرئيسي متركز على البصريات العادية وحقيقيةً أنها لا تستحوذ على مخيلات الناس الذين لا يحبون الشطرنج. أعطا موقع يورو غيمر هذه اللعبة 7 على 10 مستشهدة بأنها قدمت عدد من «الخيارات المعقولة»، ولكن يُلاحظ بأنها غظت النظر عن الميزات لا تبرر سبب ارتفاع سعر هذه اللعبة.